# Imposto sobre Veículos
O Imposto Sobre Veículos, criado em 2007 pela Lei n.º 22-A/2007 no âmbito da reforma global de tributação automóvel, substituiu o Imposto Automóvel. Este tributo pretende onerar os contribuintes na medida dos custos que estes provocam nos domínios do ambiente, infra-estruturas viárias e sinistralidade rodoviária. Discute-se se o ISV não poderá ser classificado como uma verdadeira contribuição, dado que constitui um tributo que visa contraprestações presumidas da administração pública, para além do objectivo da angariação de receita. 
Uma das suas finalidades traduz-se na prossecução de objectivos ambientais, nomeadamente, a diminuição de emissão de CO2, através da oneração do sujeito passivo e por vias de incentivo ao abate e aquisição de veículos eléctricos. A extrafiscalidade ambiental deste imposto surge no contexto de uma política de ambientalização de tributos paralelos noutros Estados membros.

## Incidência
O ISV incide sobre o fabrico, montagem, admissão ou importação de veículos sujeitos a tributação em território nacional e que estejam obrigados à matrícula em Portugal. Os veículos sujeitos a tributação são: os automóveis ligeiros de passageiros, de utilização mista e de mercadorias, automóveis de passageiros, autocaravanas, motociclos, triciclos e quadriciclos. Excluem-se de tributação os veículos não motorizados exclusivamente eléctricos ou movidos a energias renováveis não combustíveis, ambulâncias e os automóveis ligeiros de mercadorias, de caixa aberta ou sem caixa.
Estão obrigados ao pagamento deste tributo os operadores registados, os operadores reconhecidos e os particulares que procedam à introdução no consumo de veículos tributáveis, bem como as pessoas que assim procedam mas de modo irregular. Nesta qualidade deverão proceder ao pagamento do imposto no prazo de 10 dias a contar da liquidação do mesmo, realizada pela Direcção-Geral das Alfândegas e dos Impostos Especiais sobre o Consumo.

## Taxa
No cálculo do imposto, aplicam-se diferentes taxas, consoante se trate de automóveis novos, de motociclos/triciclos/quadriciclos ou de veículos usados. Para os primeiros existem três tipos de taxa: normal, que varia consoante a emissão de CO2 e a cilindrada; média (50% do imposto calculado à taxa normal); e reduzida (15% do imposto calculado à taxa normal). No segundo caso as taxas de imposto variam consoante a cilindrada, e tratando-se de veículos usados, variam consoante o tempo de uso. 

## Exclusões e isenções
Estão excluídos de tributação os seguintes veículos + vide artigos 30.º a 40.º do Código do ISV: (i) matriculados tributáveis noutro Estado-membro da UE e de pessoas que se encontrem em Portugal por um período limitado, estágio ou estudo, e mantenham noutro Estado-membro a sua residência e vínculos pessoais; (ii) de funcionários e agentes das Comunidades Europeus e parlamentares europeus; (iii) diplomáticos e consulares; de agências europeias especializadas instaladas em Portugal; (iv) automóveis de aluguer matriculados noutros Estados-membros; (v) os de utilização exclusiva em exposições e demonstrações; (vi) e ligeiros de uso profissional matriculados noutro Estado-membro.
De realçar ainda a isenção de ISV relativa a veículos adquiridos para funções de autoridade, utilidade pública e táxis, bem como os veículos destinados ao uso próprio de pessoas com deficiência e os veículos de pessoas que transfiram a sua residência de um Estado-membro ou de um terceiro país para Portugal, desde que reunidas as condições legais dos artigos 59º e 60º do Código do ISV.